# Paederia brasiliensis
Paederia brasiliensis är en måreväxtart som först beskrevs av Joseph Dalton Hooker, och fick sitt nu gällande namn av Christian Puff. Paederia brasiliensis ingår i släktet Paederia och familjen måreväxter. Inga underarter finns listade i Catalogue of Life.